# (4876) Strabo
(4876) Strabo (1133 T-2) – planetoida z pasa głównego asteroid okrążająca Słońce w ciągu 4,97 lat w średniej odległości 2,91 j.a. Odkryta 29 września 1973 roku.